# پایگاه هوایی لاختا
پایگاه هوایی لاختا  (به انگلیسی: Lakhta air base) یک فرودگاه نظامی است که یک باند فرود بتن دارد و طول باند آن ۲۹۰۰ متر است. این فرودگاه در شهر آرخانگلسک کشور روسیه قرار دارد و در ارتفاع ۳۱ متری از سطح دریا واقع شده است.